# Масачусетски институт технологије
Масачусетски институт технологије (МИТ) (енгл. Massachusetts Institute of Technology (MIT)) је приватни истраживачки универзитет у Кембриџу у америчкој држави Масачусетс.  МИТ се састоји из 5 школа и једног колеџа са 32 академска одсека. Рад универзитета се базира на научном и техничком истраживању.
МИТ је основао Вилијам Бартон Роџерс 1861. као природну подршку наглој индустријализацији САД. Институт је подсећао на немачке и француске политехничке академије, али се МИТ истицао употребом експеримената у настави (принцип: „научи радећи“).
За време Другог светског рата стручњаци МИТ-а су допринели развоју рачунара, радара и инерцијалног навођења за војне сврхе. После рата МИТ је проширио своје делатности на друштвене науке (економија, лингвистика, менаџмент).
Количина новца коју МИТ добија и троши на научна истраживања је међу највећима од свих универзитета у САД (9,98 милијарди долара 2007). На МИТ-у тренутно ради 998 предавача, а студира 4.127 студената и 6.126 последипломаца.
Према подацима из 2021, 98 нобеловаца, 26 добитника Тјурингове награде и 8 добитника Филдсових медаља су повезани са МИТ-ом као алумни, чланови факултета или истраживачи. Поред тога, 58 добитника Националне медаље за науку, 29 добитника националних медаља за технологију и иновације, 50 Макартурових стипендиста, 80 Маршалових учењака, 41 астронаут, 16 главних научника америчког ратног ваздухопловства и бројни шефови држава су били повезани са МИТ-ом. Институт такође има јаку предузетничку културу, а алумни МИТ-а су основали или саоснивали многе значајне компаније. МИТ је члан Асоцијације америчких универзитета (AAU) и добио је више Слоанових истраживачких стипендија и Херцових стипендија него било који други универзитет.

## Историја

### Темељ и визија
Године 1859, поднет је предлог Општем суду Масачусетса да се новонасуте земље у Бек беју у Бостону користе за „Конзерваториј за уметност и науку“, али предлог није успео. Повељу о оснивању Масачусетског института за технологију, коју је предложио Вилијам Бартон Роџерс, потписао је Џон Албион Ендру, гувернер Масачусетса, 10. априла 1861. године.